# Macaranga setosa
Macaranga setosa är en törelväxtart som beskrevs av Andrew Thomas Gage. Macaranga setosa ingår i släktet Macaranga och familjen törelväxter. Inga underarter finns listade i Catalogue of Life.